# Svetlana Trounova
Svetlana Valerievna Trounova, (en russe : Светлана Валерьевна Трунова) née le 7 juin 1983 à Moscou, est une skeletoneuse russe. Au cours de sa carrière, elle a pris part aux Jeux olympiques de 2006 et de 2010 où sa meilleure performance est une onzième place en 2006. Aux championnats du monde qu'elle a disputés entre 2008 et 2010, sa meilleure performance est une dixième place en 2008 à Altenberg, enfin en coupe du monde, elle est montée à trois reprises sur un podium avec une troisième place en janvier 2008 à Cesana Pariol, en décembre 2008 à Igls et en décembre 2009 à Winterberg.

## Palmarès
- Coupe du monde
  - 3 podiums : 3 troisièmes places.